# Karl von Zglinitzki
Karl Alexander von Zglinitzki (* 22. Mai 1815 in Stolp; † 27. August 1883 in Hannover) war ein preußischer Generalleutnant.

## Leben

### Herkunft
Karl war ein Sohn des preußischen Generalmajors Anton von Zglinicki (1775–1843) und dessen Ehefrau Henriette, geborene von Zitzewitz (1794–1861). Sein Bruder Paul (1830–1911) wurde preußischer General der Artillerie.

### Militärkarriere
Zglinitzki besuchte die Kadettenhäuser in Kulm und Berlin. Anschließend wurde er am 7. August 1832 als aggregierter Sekondeleutnant dem 2. Garde-Regiment zu Fuß der Preußischen Armee überwiesen und am 16. November 1834 einrangiert. Vom 1. Oktober 1841 bis zum 30. September 1843 war er zum kombinierten Garde-Reserve-Bataillon kommandiert und stieg Mitte Juli 1846 zum Premierleutnant auf. Von Februar 1847 bis 1848 folgte seine Kommandierung zur Garde-Unteroffizier-Kompanie. Unter Beförderung zum Hauptmann wurde Zglinitzki am 17. Januar 1852 zum Kompaniechef ernannt. Am 16. Mai 1857 wurde er mit vordatiertem Patent in das 2. Infanterie-Regiment versetzt und am 22. Dezember 1857 zum Major befördert.
Zglinitzki wurde am 27. März 1858 als zweiter Kommandeur des I. Bataillons in das 1. Garde-Landwehr-Regiment nach Königsberg versetzt. Daran schloss sich ab dem 15. März 1859 eine Verwendung als Kommandeur des Füsilier-Bataillons im 30. Infanterie-Regiment sowie am 18. Oktober 1861 die Beförderung zum Oberstleutnant an. Am 13. August 1864 beauftragte man ihn zunächst mit der Führung des 2. Schlesischen Grenadier-Regiments Nr. 11 und ernannte ihn am 21. November 1864 zum Regimentskommandeur. In dieser Eigenschaft avancierte er am 18. Juni 1865 zum Oberst und erhielt am 11. November 1865 das Kommandeurkreuz II. Klasse des Hausordens vom Goldenen Löwen. Während des Deutschen Krieges nahm Zglinitzki bei der Mainarmee an den Kämpfen bei Langensalza, Üttingen, Roßbrunn sowie Würzburg teil und erhielt für sein Wirken am 20. September 1866 den Roten Adlerorden III. Klasse mit Schwertern. 
Unter Beförderung zum Generalmajor wurde er am 22. März 1868 zu den Offizieren von der Armee versetzt und als stellvertretender Kommandeur der 4. Infanterie-Brigade kommandiert. Am 5. Mai 1868 erfolgte seine Ernennung zum Kommandeur dieser Brigade und er wurde am 18. September 1869 mit dem Roten Adlerorden II. Klasse mit Eichenlaub und Schwertern am Ringe ausgezeichnet.
Während des Deutsch-Französischen Krieges erwarb er sich bei Colombey das Eiserne Kreuz II. Klasse. Ferner nahm er an der Schlacht bei Noisseville, der Belagerung von Metz, sowie an den Gefechten bei Villers-l'Orme (Ulmenweiler) und La Fere teil. Er erhielt am 19. Oktober 1870 das Mecklenburgische Militärverdienstkreuz und am 6. Januar 1871 das Eiserne Kreuz I. Klasse. Nach dem Friedensschluss wurde er am 9. Januar 1872 unter Verleihung des Charakters als Generalleutnant mit Pension zur Disposition gestellt. Er starb am 27. August 1883 in Hannover.

### Familie
Zglinitzki heiratete am 12. Oktober 1861 in London Marie Wilson (1840–1890), eine Tochter des englischen Orientalisten Horace Hayman Wilson (1786–1860). Das Paar hatte einen Sohn und eine Tochter:
- Paul (* 26. Juni 1866; † 10. Januar 1940), Oberst ⚭ Elise Madelaine Burke of Marble Hill (* 20. Juli 1873; † 10. Januar 1940)
- Olga (1872–1879)

Die Witwe heiratete in zweiter Ehe Frank Siller.